# Copa de baloncesto de Austria
La Copa de Baloncesto de Austria es un campeonato de baloncesto nacional, organizado anualmente por la Federación de baloncesto de Austria a partir del año 1994. Desde el año siguiente se adoptó el formato de final four.

## Palmarés
|  | Partido decidido en la prórroga |
|  | Final a doble vuelta            |

| Temporada | Ciudad                    | Campeón                   | Marcador     | Finalista                  | MVP              |
| --------- | ------------------------- | ------------------------- | ------------ | -------------------------- | ---------------- |
| 1994      | Sankt Pölten Traiskirchen | UKJ St. Pölten            | 104–89 90–93 | UB Möllersdorf             | -                |
| 1994–95   | Oberwart                  | UBC Stahlbau Oberwart     | 71–69        | UB Möllersdorf             | -                |
| 1995–96   | Sankt Pölten              | UKJ St. Pölten            | 62–45        | UB Möllersdorf             | -                |
| 1996–97   | Sankt Pölten              | UB Möllersdorf            | 56–47        | UKJ SÜBA St. Pölten        | Renaldo O’Neal   |
| 1997–98   | Wiener Neustadt           | UKJ SÜBA St. Pölten       | 68–50        | Wörthersee Piraten         | Kerry McIntyre   |
| 1998–99   | Wiener Neustadt           | UBC Stahlbau Oberwart     | 82–68        | BSC BOHA Fürstenfeld       | Kenya Capers     |
| 1999–00   | Wiener Neustadt           | UBM Traiskirchen          | 87–66        | Goldene Seiten Kapfenberg  | Ron Riley        |
| 2000–01   | Wiener Neustadt           | UBM Traiskirchen          | 72–66        | Kapfenberg Bulls           | Mike Coffin      |
| 2001–02   | Gmunden                   | Mattersburg 49ers         | 78–55        | Wörthersee Piraten         | Joey Vickery     |
| 2002–03   | Klosterneuburg            | Allianz Swans Gmunden     | 98–91        | Traiskirchen Lions         | Matthias Mayer   |
| 2003–04   | Oberwart                  | Allianz Swans Gmunden     | 82–76        | Oberwart Gunners           | De'Teri Mayes    |
| 2004–05   | Wels                      | Oberwart Gunners          | 81–70        | Kapfenberg Bulls           | Jason Detrick    |
| 2005–06   | Gmunden                   | WBC Wels                  | 84–61        | Traiskirchen Lions         | Curtis Bobb      |
| 2006–07   | Oberwart                  | Kapfenberg Bulls          | 83–69        | Panthers Fürstenfeld       | Shawn Ray        |
| 2007–08   | Fürstenfeld               | Allianz Swans Gmunden     | 76–75        | Panthers Fürstenfeld       | De'Teri Mayes    |
| 2008–09   | Wels                      | Panthers Fürstenfeld      | 80–79        | WBC Kraftwerk Wels         | Shawn Ray        |
| 2009–10   | Oberwart                  | Allianz Swans Gmunden     | 77–68        | Kapfenberg Bulls           | De'Teri Mayes    |
| 2010–11   | Graz                      | Allianz Swans Gmunden     | 69–64        | Panthers Fürstenfeld       | De'Teri Mayes    |
| 2011–12   | Güssing                   | Allianz Swans Gmunden     | 74–58        | UBSC Raiffeisen Graz       | Sharaud Curry    |
| 2012–13   | Oberwart                  | Xion Dukes Klosterneuburg | 72–59        | Zepter Vienna              | Damir Zeleznik   |
| 2013–14   | Gmunden                   | Bulls Kapfenberg          | 74–70        | Swans Gmunden              | Mark Sanchez     |
| 2014–15   | Schwechat                 | Güssing Knights           | 93–60        | WBC Wels                   | Thomas Klepeisz  |
| 2015–16   | Schwechat                 | Oberwart Gunners          | 75–62        | BC Zepter Vienna           | Adomas Drungilas |
| 2016–17   | Schwechat                 | ECE Bulls Kapfenberg      | 77–60        | Oberwart Gunners           | Bogic Vujosevic  |
| 2017–18   | Schwechat                 | ECE Bulls Kapfenberg      | 82–79        | Allianz Swans Gmunden      |                  |
| 2018–19   | Schwechat                 | ECE Bulls Kapfenberg      | 80–70        | Allianz Swans Gmunden      |                  |
| 2019–20   | Klosterneuburg            | ECE Bulls Kapfenberg      | 83–68        | BK Klosterneuburg          |                  |
| 2020–21   | Schwechat                 | Oberwart Gunners          | 84–74        | Allianz Swans Gmunden      | Quincy Diggs     |
| 2021–22   | Eisenstadt                | BC Vienna                 | 92–70        | Oberwart Gunners           | Adin Vrabac      |
| 2022–23   | Oberwart                  | Swans Gmunden             | 73–67        | UBSC Raiffeisen Graz       |                  |
| 2023–24   | Traiskirchen              | Raiffeisen Flyers Wels    | 71–66        | Arkadia Traiskirchen Lions | Arvydas Gydra    |

## Palmarés por club
| Equipo                              | Campeonatos | Años                                    |
| ----------------------------------- | ----------- | --------------------------------------- |
| Swans Gmunden                       | 7           | 2003-2004, 2008, 2010, 2011, 2012, 2023 |
| ECE Bulls Kapfenberg                | 6           | 2007, 2014, 2017, 2018, 2019, 2020      |
| Oberwart Gunners                    | 5           | 1995, 1999, 2005, 2016, 2021            |
| Arkadia Traiskirchen Lions          | 3           | 1997, 2000, 2001                        |
| UBC St. Pölten                      | 3           | 1994, 1996, 1998                        |
| WBC Raiffeisen Wels                 | 2           | 2006, 2024                              |
| BC Vienna                           | 1           | 2022                                    |
| UBC Güssing Knights                 | 1           | 2015                                    |
| BK Klosterneuburg                   | 1           | 2013                                    |
| BSC Raiffeisen Panthers Fürstenfeld | 1           | 2009                                    |
| Mattersburg 49ers                   | 1           | 2002                                    |